# 于爾根·辛茲彼得
于爾根·辛茲彼得（1937年7月6日—2016年1月25日），德国记者，因在韩国光州用相机记录光州事件并公之於世而闻名。

## 报导光州事件
于爾根·辛茲彼得是德國廣播電視聯盟（ARD）的記者。也是全世界唯一一名在1980年实地拍摄韩国光州事變的外國记者。他搭乘金士福計程車，越過重重險阻與關哨進入光州實地拍攝。于爾根記錄並報導了學運示威與韓國國軍戒嚴部隊的武力鎮壓慘況，和反对全斗煥獨裁社會的運動领导人金大中（後成为韩国总统），促进了韩国的民主化进程。2003年，于爾根在首尔得到“第二届宋建镐新闻奖”，以表彰他对韩国民主化运动的贡献。他在发表获奖感言时表示：“如果不是那位英勇的韩国計程車司机，这部纪录片将永远不可能公之于世。”

## 相关电影
由韩国导演兼剧本作家張薰执导的电影《出租车司机》（2017年）重现了于爾根·辛茲彼得在光州的故事。

## 其他
在韩国电影《出租车司机》中，在事件发生二十多年后，一把年纪的金万燮（宋康昊饰）开着新车接送乘客的过程中，偶然看到报纸上报道于爾根（托马斯·克莱舒曼饰）获奖时发表感言的场景。影片结束时，还有一段于爾根本人发布在YouTube上的录像，说“十分想念「金士福」，如果能再次相见该有多好”。
在影片上映后，一位名叫金承必的男子在Twitter上表示，影片中司机金万燮的原型其实是自己的父亲金士福，并提供了金士福与于爾根的合影作为证明。他指出，金士福并非电影中的普通出租车司機，而是饭店的排班出租车司机，因精通英语及日语而经常接待外国人。但金士福于光州事件的四年后（1984），因患肝癌去世，据说是目睹光州市民的非人遭遇后，精神十分抑郁并开始酗酒导致；而于爾根·辛茲彼得在2016年1月25日与世长辞，两人最终未能再次相见。